# Tina Sinatra
Christina „Tina“ Sinatra (* 20. Juni 1948 in Los Angeles, Kalifornien) ist eine US-amerikanische Schauspielerin und Filmproduzentin. Sie ist das jüngste Kind von Frank Sinatra und seiner ersten Ehefrau, Nancy Barbato, und die Schwester von Frank Sinatra jr. und Nancy Sinatra.

## Leben
Ab 1968 lebte Tina Sinatra einige Zeit in München mit dem Regisseur Michael Pfleghar zusammen und arbeitete in den Bavaria Studios an mehreren Fernsehproduktionen mit. Auch in den USA trat sie in den 1970er Jahren in einer Reihe von Fernsehfilmen auf.
Im Jahr 1992 produzierte sie für den Fernsehsender CBS die mehrstündige Miniserie Frank Sinatra – Der Weg an die Spitze über das Leben ihres Vaters, mit Philip Casnoff in der Titelrolle. 2004 war sie Koproduzentin des Remakes von The Manchurian Candidate, eines 1962 mit ihrem Vater in der Hauptrolle erstmals verfilmten Thrillers. Einem 1991 erschienenen Bildband mit ausgewählten Werken des Hobbymalers Frank Sinatra folgten 2000 ihre Memoiren My Father’s Daughter.
Ihre Ehe (1974–1978) mit dem Komponisten und Musikproduzenten Wes Farrell blieb kinderlos.
1997 gehörte Tina Sinatra zu den Unterzeichnern eines offenen Briefes an Bundeskanzler Helmut Kohl, der die Behandlung der Scientology-Sekte durch die Bundesrepublik Deutschland mit der Judenverfolgung im Dritten Reich verglich. Der Brief wurde in der International Herald Tribune abgedruckt und sorgte in Deutschland für große Empörung.